# Neobisium mahnerti
Neobisium mahnerti är en spindeldjursart som beskrevs av Jacqueline Heurtault 1980. Neobisium mahnerti ingår i släktet Neobisium och familjen helplåtklokrypare.

## Underarter
Arten delas in i följande underarter:
- N. m. mahnerti
- N. m. major